# Mô hình vận chuyển nước

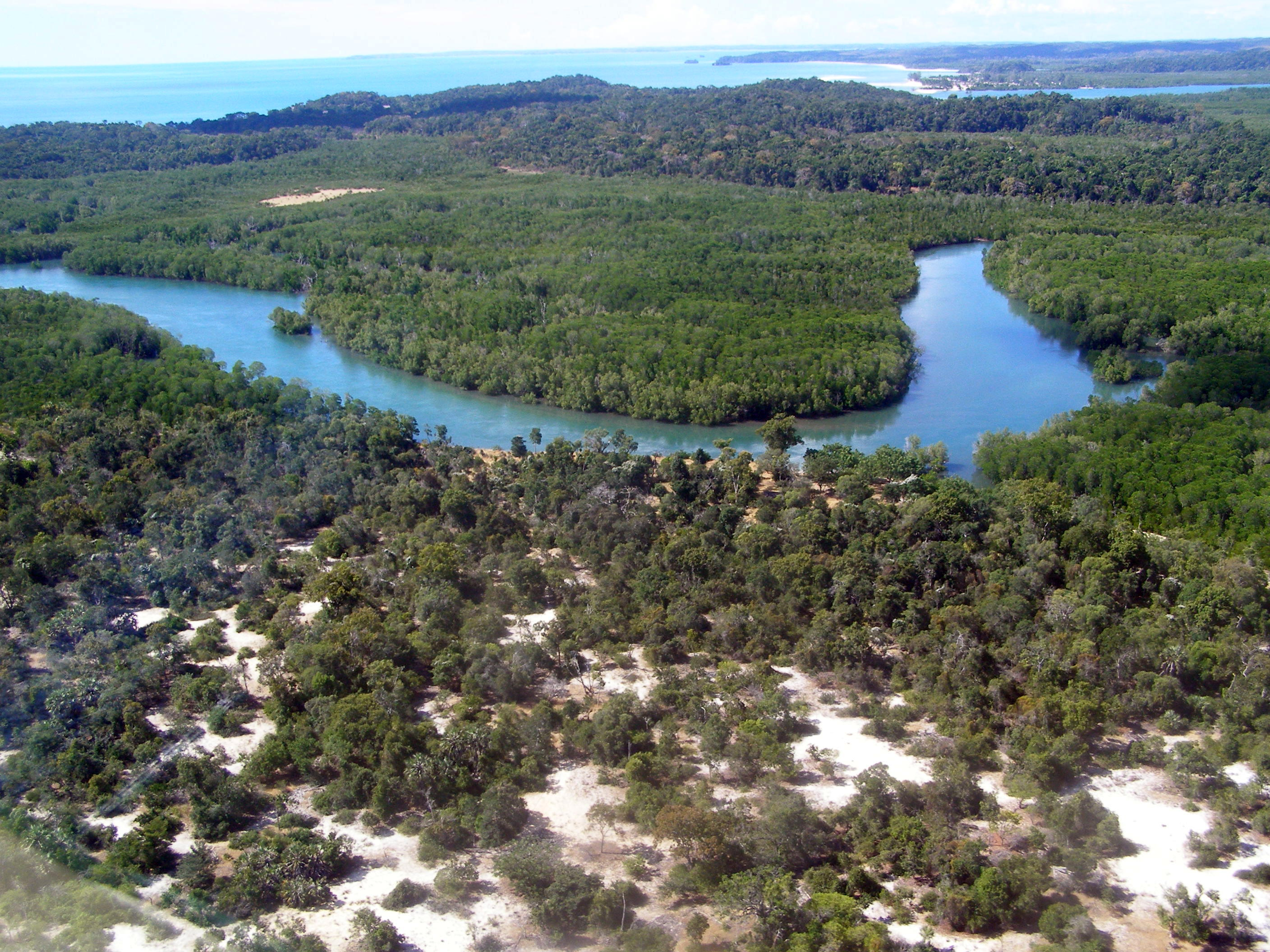
Một con sông ở Madagascar tương đối tự do khỏi gánh nặng trầm tích

Một mô hình vận chuyển nước là một mô hình toán học được sử dụng để mô phỏng sông hoặc dòng chảy và tính các thông số về chất lượng nước. Các mô hình này, nhìn chung, đi vào sử dụng trong những năm 1960 và 1970, khi có một số nhu cầu dự báo chất lượng nước do pháp luật về môi trường, và cũng tại thời điểm đó bắt đầu phổ biến việc sử dụng sức mạnh cực lớn của máy tính. Rất nhiều mô hình đầu tiên được phát triển tại Mỹ và Anh, và ngày nay các mô hình này được cải tiến và sử dụng rộng rãi trên toàn thế giới.
Có rất nhiều mô hình được ứng dụng trong tính toán ô nhiễm nước bởi nhiều thông số khác nhau đã được đưa ra để mô phỏng trạng thái biến đổi của chất ô nhiễm, thời gian phát tán chất ô nhiễm... Mô hình được xem là tốt thì phải có khả năng dự báo được nhiều điểm trên dòng sông, tất nhiên là với độ chính xác có thể chấp nhận được. Các mô hình cơ bản thường chỉ mô tải một chất ô nhiễm thải vào nguồn tiếp nhận tại một điểm. Còn đối với các mô hình phức tạp nhiều nguồn tuyến chảy vào nguồn tiếp nhận mang theo rất nhiều chất ô nhiễm, các chất ô nhiễm này có thể phản ứng với nhau hoặc bị tác động của sinh vật có trong nước, bao gồm cả lượng nước ngầm trong cùng lưu vực.
Các mô hình thông thường gồm nhiều modul để mô phỏng quá trình theo trình tự từng bước một. MJodul phổ biến nhất là chương trình con để tính toán dòng chảy mặt dựa trên yếu tố sử dụng đất, địa hình, đất, lớp phủ thực vật, lượng mưa hoặc tuyết, và quản lý đất đai (như mức độ sử dụng phân bón). Ý tưởng mô hình thủy văn cũng có thể được ứng dụng các môi trường khác như đại dương, tuy nhiên đối tượng chính của mô hình (trong bài này) chủ yếu đề cập đến lưu lực sông.